# Kim Ji-young
Kim Ji-young (Seúl, 24 de marzo de 1951) es un diplomático surcoreano.
En 1978 se graduó en Lengua y Literatura Alemana en la Universidad Nacional de Seúl, en 1992 se especializó en política internacional en la Universidad Nacional de Australia en Sídney.
Entró en el servicio diplomático en 1978, ha ocupado los siguientes cargos: 
De 1978 a 1980 fue oficial de la Secretaría de Relaciones Exteriores.
De 1980 a 1982 fue Secretario de tercera clase de la Embajada ante el gobierno de Italia.
De 1982 a 1987 fue Secretario de segunda clase en la Embajada en Trípoli, Libia.
De 1987 a 1991 fue Secretario de primera clase en la Embajada en Canberra, Australia.
De 1991 a 1993 fue Secretario de primera clase en la Embajada en Viena Austria.
De 1993 a1994 fue director de Departamento en el Ministerio de Asuntos Exteriores.
De 1994 a 1995 fue director de la División en el Ministerio de Asuntos Exteriores.
De 1995 a 1997 fue Jefe de la administración del primer ministro.
De 1997 a 2000 fue Consejero de la Embajada en Rangún Myanmar.
De 2000 a 2002 fue Vicecónsul General en Nueva York.
De 2002 a 2003 fue Subdirector General de la Oficina para la formación de personal del Ministerio de Asuntos Exteriores.
De 2003 a 2006 fue Cónsul General en Hanói, Vietnam.
De 2006 a 2007 fue oficial de enlace del Aeropuerto Internacional de Incheon.
En 2007 fue Jefe del Archivo del Ministerio de Relaciones Exteriores, con el rango de embajador.
El 11 de octubre de 2007 Benedicto XVI, le recibió para la presentación de las cartas credenciales como embajador de Corea ante la Santa Sede.
Kim Ji-Young está casado y tiene dos hijos.